# Satz von Gromov-Lawson
In der Mathematik ist der Satz von Gromov-Lawson ein Lehrsatz der Differentialgeometrie, der zur Konstruktion von Metriken positiver Skalarkrümmung verwendet wird. Er wurde von Gromov-Lawson und mit anderen Methoden von Schoen-Yau bewiesen.

## Aussage
Sei {\displaystyle M} eine geschlossene, riemannsche Mannigfaltigkeit positiver Skalarkrümmung und {\displaystyle N} eine aus {\displaystyle M} durch Chirurgie der Kodimension {\displaystyle k\geq 3} entstehende Mannigfaltigkeit. Dann trägt auch {\displaystyle N} eine riemannsche Metrik positiver Skalarkrümmung.
Eine stärkere Aussage ist der auf der Konstruktion von Gromov-Lawson aufbauende Satz von Gromov-Lawson-Chernysh, demzufolge für {\displaystyle 3\leq k\leq dim(M)-2} die Modulräume riemannscher Metriken positiver Skalarkrümmung für {\displaystyle M} und {\displaystyle N} homotopieäquivalent sind.

## Anwendungen
- Eine geschlossene, einfach zusammenhängende Spin-Mannigfaltigkeit der Dimension {\displaystyle d\geq 5}, die spin-kobordant zu einer Mannigfaltigkeit positiver Skalarkrümmung ist, trägt eine Metrik positiver Skalarkrümmung.
- Jede geschlossene, einfach zusammenhängende Mannigfaltigkeit der Dimension {\displaystyle d\geq 5}, die nicht spin ist, trägt eine Metrik positiver Skalarkrümmung.
- Auf der Konstruktion von Gromov-Lawson baut der Satz von Stolz[3] auf: Eine geschlossene, einfach zusammenhängende, Spin-Mannigfaltigkeit der Dimension {\displaystyle d\geq 5} trägt genau dann eine Metrik positiver Skalarkrümmung, wenn ihre α-Invariante verschwindet. (Die α-Invariante ist eine Verfeinerung des Â-Geschlechts. Aus dem Atiyah-Singer-Indexsatz folgt, dass Mannigfaltigkeiten mit einer Metrik positiver Skalarkrümmung verschwindendes Â-Geschlecht haben müssen. Diese Bedingung ist aber nicht hinreichend für die Existenz einer Metrik positiver Skalarkrümmung.)